# Myopites orientalis
Myopites orientalis es una especie de insecto del género Myopites de la familia Tephritidae del orden Diptera.

## Historia
Valery Korneyev la describió científicamente por primera vez en el año 1987.